# Hrynki Nowe
Hrynki Nowe (biał. Грынкі 3; ros. Гринки 3; pol. hist. Hrynki III) – wieś na Białorusi, w obwodzie grodzieńskim, w rejonie świsłockim, w sielsowiecie Niezbodzicze.
W dwudziestoleciu międzywojennym wieś Hrynki III leżała w Polsce, w województwie białostockim, w powiecie wołkowyskim, w gminie Świsłocz.